# Helmond Sport
Helmond Sport is een Nederlandse voetbalclub uit Helmond. De club is opgericht op 27 juli 1967 en nam de proflicentie over van Helmondia '55. Helmond Sport  behield aldus het profvoetbal voor Helmond.. Helmond Sport speelt zijn thuiswedstrijden in het GS Staalwerken Stadion, nadat het in februari 2025 het naast gelegen oude stadion met dezelfde naam had verlaten.

## Geschiedenis
Na de oprichting in 1967 begint de nieuwbakken club in de Tweede divisie. Het neemt de licentie over van buurman Helmondia '55 dat teruggaat naar de amateurs. Na een beslissingswedstrijd tegen Fortuna in Vlaardingen werd er na een seizoen direct gepromoveerd naar de Eerste Divisie. Met slechts drie top tien prestaties in dertien jaar speelt de club een bescheiden rol.
In 1982 kent Helmond Sport een topseizoen waarin het zijn eerste periodetitel binnensleept en later kampioen van de Eerste Divisie wordt. Daardoor spelen ze het seizoen erna voor het eerst in de Eredivisie. Met een vijftiende plaats ontlopen ze ternauwernood degradatie, een jaar erna was degradatie wel een feit. 
In 1985 volgt een ander groot succes in de geschiedenis van Helmond Sport. Het bereikt de bekerfinale nadat het FC Wageningen over twee wedstrijden uitschakelt in de halve eindstrijd. Helmond Sport verliest de bekerfinale van FC Utrecht door een doelpunt van John van Loen in de laatste minuut. Om wat geld aan de wedstrijd over te houden gingen de Oost-Brabanders ermee akkoord dat de wedstrijd in Utrecht werd gespeeld.
Tot aan 1999 speelt Helmond Sport, ondanks dat het een keer vijfde werd, een bescheiden rol in de Eerste Divisie. In dat seizoen eindigen ze als vierde en wordt er een periodetitel gepakt. Na weer een paar seizoenen in het rechter rijtje eindigen ze in 2003 als derde en in de seizoenen erna eindigen ze ook vaak in het linker rijtje, maar in 2007 slechts als achttiende van de twintig clubs. In 2003, 2005, 2011 en 2012 bereikt Helmond Sport de finale van de nacompetitie, maar de eredivisie wordt nooit meer gehaald.
Aan de goed neergezette reeks van 2008 tot en met 2013, waarin Helmond Sport ieder seizoen in het linkerrijtje eindigde, kwam een eind in 2014 toen Helmond als dertiende eindigde.
Van 2014 tot en met 2016 werden tegenvallende resultaten geboekt en wist de ploeg zich geen enkele keer te plaatsen voor de play-offs. In het seizoen 2016/17 kwam hier weer een eind aan. Roy Hendriksen werd aangesteld als nieuwe trainer en met hem wist Helmond Sport zich weer te plaatsen voor de play-offs. Helmond Sport eindigde in de tweede periode achter VVV-Venlo, maar omdat die club reeds de eerste periodetitel hadden gewonnen, was Helmond Sport verzekerd van de play-offs.

## Erelijst
- Kampioen Eerste divisie

1981/82

## Eerste elftal

### Selectie
| Nr.           | Naam                | Nationaliteit  | Contract | Vorige club       |
| ------------- | ------------------- | -------------- | -------- | ----------------- |
| Doelmannen    |                     |                |          |                   |
| 1             | Menno Bergsen       | Nederland      | 2027     | NK Maribor        |
| 21            | Hugo Wentges        | Nederland      | 2027     | ADO Den Haag      |
| 23            | Kevin Aben          | Nederland      | 2025     | SV Someren        |
| Verdedigers   |                     |                |          |                   |
| 3             | Flor Van den Eynden | België         | 2027     | KV Mechelen       |
| 4             | Brian Koglin        | Duitsland      | 2027     | Roda JC Kerkrade  |
| 12            | Justin Ogenia       | Curaçao        | 2026     | FC Eindhoven      |
| 15            | Thomas Poll         | Nederland      | 2027     | SC Cambuur        |
| 27            | Amir Absalem        | Nederland      | 2026     | ADO Den Haag      |
| Middenvelders |                     |                |          |                   |
| 6             | Michel Ludwig       | Duitsland      | 2027     | Borussia Dortmund |
| 8             | Pol Llonch          | Spanje         | 2027     | CF Intercity      |
| 19            | Helgi Fróði Ingason | IJsland        | 2028     | Stjarnan FC       |
| 22            | Alen Dizdarević     | Kroatië        | 2027     | NK Maribor        |
| 26            | Noah Makanza        | Congo-Kinshasa | huur     | KV Mechelen       |
| 42            | Khalid El Arnouki   | Nederland      | 2027     | Eigen jeugd       |
| 47            | Dayen Geerts        | Nederland      | 2027     | Eigen jeugd       |
| Aanvallers    |                     |                |          |                   |
| 7             | Sam Bisselink       | Nederland      | 2026     | De Graafschap     |
| 9             | Labinot Bajrami     | Zwitserland    | 2028     | FC Zürich         |
| 11            | Lennerd Daneels     | België         | 2026     | Roda JC Kerkrade  |
| 16            | Maik Lukowicz       | Polen          | 2026     | Werder Bremen II  |
| 34            | Tarik Essakkati     | Nederland      | 2027     | Eigen jeugd       |
| 36            | André Leipold       | Filipijnen     | huur     | FK Pardubice      |
| 41            | Julian Geerts       | Nederland      | 2027     | Eigen jeugd       |

Laatste update: 10 augustus 2025

### Staf
| Naam             | Nationaliteit | Functie           | Sinds | Contract | Vorige club       |
| ---------------- | ------------- | ----------------- | ----- | -------- | ----------------- |
| Technische Staf  |               |                   |       |          |                   |
| Jurgen Seegers   | Nederland     | Hoofdtrainer      | 2025  | 2026     | PEC Zwolle –21    |
| Ronald Hikspoors | Nederland     | Assistent-trainer | 2023  |          | Helmond Sport –18 |
| Raymond Vissers  | Nederland     | Keeperstrainer    | 2024  |          | sc Heerenveen     |

Laatste update: 14 augustus 2025

## Overzichtslijsten

### Eindklasseringen
- 1968 2e
Tweede divisie
- 1969 6e
Eerste divisie
- 1970 13e
Eerste divisie
- 1971 12e
Eerste divisie
- 1972 20e
Eerste divisie
- 1973 5e
Eerste divisie
- 1974 6e
Eerste divisie
- 1975 18e
Eerste divisie
- 1976 16e
Eerste divisie
- 1977 15e
Eerste divisie
- 1978 16e
Eerste divisie
- 1979 17e
Eerste divisie
- 1980 15e
Eerste divisie
- 1981 12e
Eerste divisie
- 1982 1e
Eerste divisie
- 1983 15e
Eredivisie
- 1984 16e
Eredivisie
- 1985 13e
Eerste divisie
- 1986 12e
Eerste divisie
- 1987 17e
Eerste divisie
- 1988 16e
Eerste divisie
- 1989 16e
Eerste divisie
- 1990 13e
Eerste divisie
- 1991 5e
Eerste divisie
- 1992 16e
Eerste divisie
- 1993 13e
Eerste divisie
- 1994 13e
Eerste divisie
- 1995 13e
Eerste divisie
- 1996 18e
Eerste divisie
- 1997 14e
Eerste divisie
- 1998 10e
Eerste divisie
- 1999 4e
Eerste divisie
- 2000 10e
Eerste divisie
- 2001 8e
Eerste divisie
- 2002 15e
Eerste divisie
- 2003 3e
Eerste divisie
- 2004 5e
Eerste divisie
- 2005 6e
Eerste divisie
- 2006 4e
Eerste divisie
- 2007 18e
Eerste divisie
- 2008 7e
Eerste divisie
- 2009 10e
Eerste divisie
- 2010 8e
Eerste divisie
- 2011 3e
Eerste divisie
- 2012 4e
Eerste divisie
- 2013 4e
Eerste divisie
- 2014 13e
Eerste divisie
- 2015 17e
Eerste divisie
- 2016 12e
Eerste divisie
- 2017 13e
Eerste divisie
- 2018 19e
Eerste divisie
- 2019 20e
Eerste divisie
- 2020 20e
Eerste divisie
- 2021 12e
Eerste divisie
- 2022 20e
Eerste divisie
- 2023 16e
Eerste divisie
- 2024 11e
Eerste divisie
- 2025 13e
Eerste divisie

In elke staaf van de grafiek staat van boven naar beneden vermeld: 
- Eindnotering

Dit is de positie die de club heeft bereikt in de competitie, zonder eventuele beslissings-, play-off- of nacompetitiewedstrijden die nodig zijn geweest om bijvoorbeeld de kampioen van de competitie te bepalen.
Indien een * achter het getal staat is de notering een tussenstand en kan het zijn dat de notering niet overeenkomt met de uiteindelijke eindstand van de competitie.
Staat er een - dan is het seizoen nog bezig en is er geen definitieve uitslag bekend.
Staat er xx op de positie van de notering, dan heeft de club vroegtijdig de competitie verlaten. Dit kan onder andere komen door terugtrekking van het team, faillissement van de club of door een uitgedeelde straf van de KNVB. In veel gevallen staat elders in het artikel de reden vermeld.
Staat er een ? dan is het resultaat uit het verleden onbekend, en is alleen de competitie of het niveau bekend van dat seizoen.
In de seizoenen 2019/20 en 2020/21 werd wegens de coronacrisis het amateurvoetbal afgebroken. Daardoor kennen deze staven geen eindklassering (middels -- weergegeven).
- Competitieniveau en afdelingsletter of Officiële eindstand Eredivisie
  - Competitieniveau en afdelingsletter

Hierbij geeft het getal het niveau weer, dat ook terug te vinden is in de legenda. De letter is de afdelingsaanduiding en wordt gebruikt wanneer er meer afdelingen zijn op hetzelfde niveau. De afdelingsletter is altijd een hoofdletter en wordt meestal zonder nummer gebruikt.
Voorbeeld: 2F is niveau 2e klasse competitie F.
Het competitieniveau en nummer wordt niet vermeld wanneer er slechts één competitie van dit niveau was.
  - Officiële eindstand Eredivisie (getal staat tussen haakjes vermeld)

Sinds de introductie van play-offwedstrijden voor Europees voetbal na afloop van de reguliere competitie in 2005/06, is de KNVB verplicht een eindstand van de Eredivisie door te geven aan de UEFA aan de hand van deze play-offwedstrijden.
Bij deze eindstand staan clubs die zich hebben gekwalificeerd voor Europees voetbal hoger dan clubs die zich niet wisten te kwalificeren. Indien er geen verschil was tussen de eindnotering en de officiële eindstand, staat dit getal niet vermeld.

- Onderafdeling

Hier staat afgekort de naam van de onderafdeling indien de club in dat jaar in een onderafdeling uitkwam. Tevens staat deze afkorting in de legenda en wordt gelinkt naar het artikel over deze onderafdeling. Deze afkorting wordt alleen vermeld wanneer de club in het verleden in verschillende onderafdelingen heeft gespeeld. Deze vermelding is in de staaf altijd in kleine letters. Deze onderafdelingen zijn na het seizoen 1995/96 afgeschaft. Heeft de club in slechts één onderafdeling gespeeld, dan is dit alleen terug te vinden in de legenda.
Onder de staaf staat het jaartal vermeld waarin het seizoen is afgesloten. 15 verwijst naar het seizoen 2014/15 of eventueel het seizoen 1914/15.
Wanneer een staaf leeg is, zijn deze gegevens niet bekend. Het kan ook zijn dat de club dat seizoen niet heeft meegespeeld op het hogere amateurniveau, vroegtijdig de competitie heeft verlaten of uit de competitie is gezet.

In het seizoen 1944/45 was er wegens de Tweede Wereldoorlog geen regulier competitievoetbal.
- Eredivisie
- Eerste divisie
- Tweede divisie

### Seizoensoverzichten
| Resultaten van Helmond Sport sinds de toetreding in het betaald voetbal in 1967 | Resultaten van Helmond Sport sinds de toetreding in het betaald voetbal in 1967 | Resultaten van Helmond Sport sinds de toetreding in het betaald voetbal in 1967 | Resultaten van Helmond Sport sinds de toetreding in het betaald voetbal in 1967 | Resultaten van Helmond Sport sinds de toetreding in het betaald voetbal in 1967 | Resultaten van Helmond Sport sinds de toetreding in het betaald voetbal in 1967 | Resultaten van Helmond Sport sinds de toetreding in het betaald voetbal in 1967 | Resultaten van Helmond Sport sinds de toetreding in het betaald voetbal in 1967 | Resultaten van Helmond Sport sinds de toetreding in het betaald voetbal in 1967 | Resultaten van Helmond Sport sinds de toetreding in het betaald voetbal in 1967 | Resultaten van Helmond Sport sinds de toetreding in het betaald voetbal in 1967 | Resultaten van Helmond Sport sinds de toetreding in het betaald voetbal in 1967 | Resultaten van Helmond Sport sinds de toetreding in het betaald voetbal in 1967                                                         |
| Seizoen                                                                         | Competitie                                                                      | Competitie                                                                      | Competitie                                                                      | Competitie                                                                      | Competitie                                                                      | Competitie                                                                      | Competitie                                                                      | Competitie                                                                      | Competitie                                                                      | Kwalificatie                                                                    | KNVB beker                                                                      | Bijzonderheid |
| Seizoen                                                                         | Divisie                                                                         | GW                                                                              | W                                                                               | G                                                                               | V                                                                               | PNT                                                                             | DV                                                                              | DT                                                                              | POS                                                                             | Kwalificatie                                                                    | KNVB beker                                                                      | Bijzonderheid |
| ------------------------------------------------------------------------------- | ------------------------------------------------------------------------------- | ------------------------------------------------------------------------------- | ------------------------------------------------------------------------------- | ------------------------------------------------------------------------------- | ------------------------------------------------------------------------------- | ------------------------------------------------------------------------------- | ------------------------------------------------------------------------------- | ------------------------------------------------------------------------------- | ------------------------------------------------------------------------------- | ------------------------------------------------------------------------------- | ------------------------------------------------------------------------------- | --- |
| 1967/68                                                                         | Tweede divisie                                                                  | 38                                                                              | 18                                                                              | 13                                                                              | 7                                                                               | 49                                                                              | 59                                                                              | 25                                                                              | 2e                                                                              | Nacompetitie                                                                    | Groepsfase                                                                      | Helmond Sport ontstaat door een naamsverandering van Helmondia '55 Promotiewedstrijden tegen Fortuna Vlaardingen (1–0) en Veendam (5–1) |
| 1968/69                                                                         | Eerste divisie                                                                  | 34                                                                              | 12                                                                              | 13                                                                              | 9                                                                               | 37                                                                              | 42                                                                              | 34                                                                              | 6e                                                                              | –                                                                               | 2e ronde                                                                        | – |
| 1969/70                                                                         | Eerste divisie                                                                  | 34                                                                              | 10                                                                              | 9                                                                               | 15                                                                              | 29                                                                              | 26                                                                              | 32                                                                              | 13e                                                                             | –                                                                               | 1e ronde                                                                        | – |
| 1970/71                                                                         | Eerste divisie                                                                  | 30                                                                              | 5                                                                               | 14                                                                              | 11                                                                              | 24                                                                              | 23                                                                              | 32                                                                              | 12e                                                                             | –                                                                               | 1e ronde                                                                        | – |
| 1971/72                                                                         | Eerste divisie                                                                  | 40                                                                              | 9                                                                               | 12                                                                              | 19                                                                              | 30                                                                              | 39                                                                              | 63                                                                              | 20e                                                                             | –                                                                               | Geen deelname                                                                   | – |
| 1972/73                                                                         | Eerste divisie                                                                  | 38                                                                              | 15                                                                              | 17                                                                              | 6                                                                               | 47                                                                              | 53                                                                              | 38                                                                              | 5e                                                                              | –                                                                               | 2e ronde                                                                        | – |
| 1973/74                                                                         | Eerste divisie                                                                  | 38                                                                              | 17                                                                              | 9                                                                               | 12                                                                              | 43                                                                              | 53                                                                              | 44                                                                              | 6e                                                                              | –                                                                               | 3e ronde                                                                        | – |
| 1974/75                                                                         | Eerste divisie                                                                  | 36                                                                              | 9                                                                               | 9                                                                               | 18                                                                              | 27                                                                              | 28                                                                              | 49                                                                              | 18e                                                                             | –                                                                               | 2e ronde                                                                        | – |
| 1975/76                                                                         | Eerste divisie                                                                  | 36                                                                              | 9                                                                               | 11                                                                              | 16                                                                              | 29                                                                              | 34                                                                              | 51                                                                              | 16e                                                                             | –                                                                               | 2e ronde                                                                        | – |
| 1976/77                                                                         | Eerste divisie                                                                  | 36                                                                              | 8                                                                               | 12                                                                              | 16                                                                              | 28                                                                              | 40                                                                              | 57                                                                              | 15e                                                                             | –                                                                               | 1e ronde                                                                        | – |
| 1977/78                                                                         | Eerste divisie                                                                  | 36                                                                              | 6                                                                               | 11                                                                              | 19                                                                              | 23                                                                              | 46                                                                              | 80                                                                              | 16e                                                                             | –                                                                               | 1e ronde                                                                        | – |
| 1978/79                                                                         | Eerste divisie                                                                  | 36                                                                              | 9                                                                               | 8                                                                               | 19                                                                              | 26                                                                              | 42                                                                              | 71                                                                              | 17e                                                                             | –                                                                               | 1e ronde                                                                        | – |
| 1979/80                                                                         | Eerste divisie                                                                  | 36                                                                              | 10                                                                              | 7                                                                               | 19                                                                              | 27                                                                              | 50                                                                              | 80                                                                              | 15e                                                                             | –                                                                               | 1e ronde                                                                        | – |
| 1980/81                                                                         | Eerste divisie                                                                  | 36                                                                              | 11                                                                              | 12                                                                              | 13                                                                              | 34                                                                              | 45                                                                              | 45                                                                              | 12e                                                                             | –                                                                               | 1e ronde                                                                        | – |
| 1981/82                                                                         | Eerste divisie                                                                  | 34                                                                              | 17                                                                              | 14                                                                              | 3                                                                               | 48                                                                              | 53                                                                              | 30                                                                              | 1e                                                                              | Rechtstreekse promotie                                                          | 1e ronde                                                                        | – |
| 1982/83                                                                         | Eredivisie                                                                      | 34                                                                              | 8                                                                               | 10                                                                              | 16                                                                              | 26                                                                              | 44                                                                              | 70                                                                              | 15e                                                                             | –                                                                               | 3e ronde                                                                        | – |
| 1983/84                                                                         | Eredivisie                                                                      | 34                                                                              | 4                                                                               | 8                                                                               | 22                                                                              | 16                                                                              | 49                                                                              | 92                                                                              | 16e                                                                             | Rechtstreekse degradatie                                                        | 1e ronde                                                                        | – |
| 1984/85                                                                         | Eerste divisie                                                                  | 34                                                                              | 13                                                                              | 3                                                                               | 18                                                                              | 29                                                                              | 52                                                                              | 62                                                                              | 13e                                                                             | –                                                                               | Finalist                                                                        | – |
| 1985/86                                                                         | Eerste divisie                                                                  | 36                                                                              | 11                                                                              | 10                                                                              | 15                                                                              | 32                                                                              | 52                                                                              | 58                                                                              | 12e                                                                             | –                                                                               | 1e ronde                                                                        | – |
| 1986/87                                                                         | Eerste divisie                                                                  | 36                                                                              | 7                                                                               | 12                                                                              | 17                                                                              | 26                                                                              | 45                                                                              | 69                                                                              | 17e                                                                             | –                                                                               | 1e ronde                                                                        | – |
| 1987/88                                                                         | Eerste divisie                                                                  | 36                                                                              | 5                                                                               | 15                                                                              | 16                                                                              | 25                                                                              | 36                                                                              | 57                                                                              | 16e                                                                             | –                                                                               | 1e ronde                                                                        | – |
| 1988/89                                                                         | Eerste divisie                                                                  | 36                                                                              | 5                                                                               | 14                                                                              | 17                                                                              | 24                                                                              | 39                                                                              | 69                                                                              | 16e                                                                             | –                                                                               | 2e ronde                                                                        | – |
| 1989/90                                                                         | Eerste divisie                                                                  | 36                                                                              | 12                                                                              | 9                                                                               | 15                                                                              | 33                                                                              | 49                                                                              | 55                                                                              | 13e                                                                             | –                                                                               | 2e ronde                                                                        | – |
| 1990/91                                                                         | Eerste divisie                                                                  | 38                                                                              | 14                                                                              | 16                                                                              | 8                                                                               | 44                                                                              | 57                                                                              | 43                                                                              | 5e                                                                              | –                                                                               | 1e ronde                                                                        | – |
| 1991/92                                                                         | Eerste divisie                                                                  | 38                                                                              | 11                                                                              | 11                                                                              | 16                                                                              | 33                                                                              | 50                                                                              | 69                                                                              | 16e                                                                             | –                                                                               | 3e ronde                                                                        | – |
| 1992/93                                                                         | Eerste divisie                                                                  | 34                                                                              | 8                                                                               | 10                                                                              | 16                                                                              | 26                                                                              | 53                                                                              | 74                                                                              | 13e                                                                             | –                                                                               | 3e ronde                                                                        | – |
| 1993/94                                                                         | Eerste divisie                                                                  | 34                                                                              | 9                                                                               | 12                                                                              | 13                                                                              | 30                                                                              | 35                                                                              | 51                                                                              | 13e                                                                             | –                                                                               | Kwart finale                                                                    | – |
| 1994/95                                                                         | Eerste divisie                                                                  | 34                                                                              | 11                                                                              | 7                                                                               | 16                                                                              | 29                                                                              | 57                                                                              | 67                                                                              | 13e                                                                             | –                                                                               | 2e ronde                                                                        | – |
| 1995/96                                                                         | Eerste divisie                                                                  | 34                                                                              | 6                                                                               | 4                                                                               | 24                                                                              | 22                                                                              | 35                                                                              | 77                                                                              | 18e                                                                             | –                                                                               | Achtste finale                                                                  | – |
| 1996/97                                                                         | Eerste divisie                                                                  | 34                                                                              | 10                                                                              | 6                                                                               | 18                                                                              | 36                                                                              | 46                                                                              | 64                                                                              | 14e                                                                             | –                                                                               | Halve finale                                                                    | – |
| 1997/98                                                                         | Eerste divisie                                                                  | 34                                                                              | 12                                                                              | 11                                                                              | 11                                                                              | 47                                                                              | 46                                                                              | 45                                                                              | 10e                                                                             | –                                                                               | Achtste finale                                                                  | – |
| 1998/99                                                                         | Eerste divisie                                                                  | 34                                                                              | 16                                                                              | 7                                                                               | 11                                                                              | 55                                                                              | 55                                                                              | 52                                                                              | 4e                                                                              | Nacompetitie                                                                    | Groepsfase                                                                      | Promotiewedstrijden tegen Excelsior (2–5 & 1–7), FC Groningen (0–1 & 1–6) en Sparta Rotterdam (0–1 & 1–4)                               |
| 1999/00                                                                         | Eerste divisie                                                                  | 34                                                                              | 13                                                                              | 3                                                                               | 18                                                                              | 42                                                                              | 45                                                                              | 57                                                                              | 10e                                                                             | –                                                                               | Achtste finale                                                                  | – |
| 2000/01                                                                         | Eerste divisie                                                                  | 34                                                                              | 13                                                                              | 9                                                                               | 12                                                                              | 48                                                                              | 69                                                                              | 50                                                                              | 8e                                                                              | –                                                                               | 3e ronde                                                                        | – |
| 2001/02                                                                         | Eerste divisie                                                                  | 34                                                                              | 8                                                                               | 13                                                                              | 13                                                                              | 37                                                                              | 34                                                                              | 51                                                                              | 15e                                                                             | –                                                                               | Groepsfase                                                                      | – |
| 2002/03                                                                         | Eerste divisie                                                                  | 34                                                                              | 19                                                                              | 7                                                                               | 8                                                                               | 64                                                                              | 72                                                                              | 44                                                                              | 3e                                                                              | Nacompetitie                                                                    | 2e ronde                                                                        | Promotiewedstrijden tegen FC Den Bosch (3–0 & 3–1), Go Ahead Eagles (2–0 & 0–5) en FC Zwolle (0–0 & 1–4)                                |
| 2003/04                                                                         | Eerste divisie                                                                  | 36                                                                              | 19                                                                              | 8                                                                               | 9                                                                               | 65                                                                              | 66                                                                              | 42                                                                              | 5e                                                                              | Nacompetitie                                                                    | 1e ronde                                                                        | Promotiewedstrijden tegen Sparta Rotterdam (2–2 & 2–2), Vitesse (2–2 & 0–1) en VVV-Venlo (1–3 & 0–6)                                    |
| 2004/05                                                                         | Eerste divisie                                                                  | 36                                                                              | 16                                                                              | 9                                                                               | 11                                                                              | 57                                                                              | 61                                                                              | 44                                                                              | 6e                                                                              | Nacompetitie                                                                    | 3e ronde                                                                        | Promotiewedstrijden tegen De Graafschap (1–1 & 2–2), Sparta Rotterdam (1–2 & 1–0) en FC Zwolle (5–0 & 1–1)                              |
| 2005/06                                                                         | Eerste divisie                                                                  | 38                                                                              | 19                                                                              | 7                                                                               | 12                                                                              | 64                                                                              | 62                                                                              | 55                                                                              | 4e                                                                              | Nacompetitie                                                                    | Kwartfinale                                                                     | Promotiewedstrijden tegen FC Volendam (0–1 & 3–2 & 1–2)                                                                                 |
| 2006/07                                                                         | Eerste divisie                                                                  | 38                                                                              | 8                                                                               | 12                                                                              | 18                                                                              | 36                                                                              | 40                                                                              | 76                                                                              | 18e                                                                             | –                                                                               | 2e ronde                                                                        | – |
| 2007/08                                                                         | Eerste divisie                                                                  | 38                                                                              | 17                                                                              | 7                                                                               | 14                                                                              | 58                                                                              | 53                                                                              | 52                                                                              | 7e                                                                              | Nacompetitie                                                                    | 2e ronde                                                                        | Promotiewedstrijden tegen TOP Oss (2–2 & 3–0) en De Graafschap (2–3 & 1–3)                                                              |
| 2008/09                                                                         | Eerste divisie                                                                  | 38                                                                              | 14                                                                              | 11                                                                              | 13                                                                              | 53                                                                              | 50                                                                              | 48                                                                              | 10e                                                                             | –                                                                               | 2e ronde                                                                        | – |
| 2009/10                                                                         | Eerste divisie                                                                  | 36                                                                              | 16                                                                              | 6                                                                               | 14                                                                              | 54                                                                              | 63                                                                              | 53                                                                              | 8e                                                                              | Nacompetitie                                                                    | Achtste finale                                                                  | Promotiewedstrijden tegen FC Den Bosch (1–2 & 2–1) en Sparta Rotterdam (2–1 & 0–2)                                                      |
| 2010/11                                                                         | Eerste divisie                                                                  | 34                                                                              | 17                                                                              | 8                                                                               | 9                                                                               | 59                                                                              | 61                                                                              | 43                                                                              | 3e                                                                              | Nacompetitie                                                                    | 3e ronde                                                                        | Promotiewedstrijden tegen BV Veendam (3–3 & 1–0) en Excelsior (1–5 & 2–4)                                                               |
| 2011/12                                                                         | Eerste divisie                                                                  | 34                                                                              | 18                                                                              | 8                                                                               | 8                                                                               | 62                                                                              | 62                                                                              | 50                                                                              | 4e                                                                              | Nacompetitie                                                                    | 2e ronde                                                                        | Promotiewedstrijden tegen FC Eindhoven (2–0 & 1–0) en VVV-Venlo (1–2 & 2–2)                                                             |
| 2012/13                                                                         | Eerste divisie                                                                  | 30                                                                              | 15                                                                              | 10                                                                              | 5                                                                               | 55                                                                              | 55                                                                              | 45                                                                              | 4e                                                                              | Nacompetitie                                                                    | 2e ronde                                                                        | Promotiewedstrijden tegen Sparta Rotterdam (2–4 & 1–1)                                                                                  |
| 2013/14                                                                         | Eerste divisie                                                                  | 38                                                                              | 13                                                                              | 12                                                                              | 13                                                                              | 51                                                                              | 62                                                                              | 67                                                                              | 13e                                                                             | –                                                                               | 2e ronde                                                                        | – |
| 2014/15                                                                         | Eerste divisie                                                                  | 38                                                                              | 10                                                                              | 8                                                                               | 20                                                                              | 38                                                                              | 52                                                                              | 85                                                                              | 17e                                                                             | –                                                                               | 2e ronde                                                                        | – |
| 2015/16                                                                         | Eerste divisie                                                                  | 36                                                                              | 11                                                                              | 9                                                                               | 16                                                                              | 42                                                                              | 52                                                                              | 59                                                                              | 12e                                                                             | –                                                                               | 3e ronde                                                                        | – |
| 2016/17                                                                         | Eerste divisie                                                                  | 38                                                                              | 14                                                                              | 7                                                                               | 17                                                                              | 49                                                                              | 51                                                                              | 67                                                                              | 13e                                                                             | Nacompetitie                                                                    | 1e ronde                                                                        | Promotiewedstrijden tegen Almere City FC (4–2 & 2–0) en Roda JC Kerkrade (0–1 & 1–1)                                                    |
| 2017/18                                                                         | Eerste divisie                                                                  | 38                                                                              | 9                                                                               | 9                                                                               | 20                                                                              | 36                                                                              | 50                                                                              | 67                                                                              | 19e                                                                             | –                                                                               | 1e ronde                                                                        | – |
| 2018/19                                                                         | Eerste divisie                                                                  | 38                                                                              | 4                                                                               | 10                                                                              | 24                                                                              | 22                                                                              | 37                                                                              | 72                                                                              | 20e                                                                             | –                                                                               | 1e ronde                                                                        | – |
| 2019/20                                                                         | Eerste divisie                                                                  | 29                                                                              | 3                                                                               | 8                                                                               | 18                                                                              | 17                                                                              | 25                                                                              | 62                                                                              | 20e                                                                             | –                                                                               | 1e ronde                                                                        | Door de coronacrisis is competitie niet afgemaakt. De tussenstand na 29 speelrondes werd de eindstand                                   |
| 2020/21                                                                         | Eerste divisie                                                                  | 38                                                                              | 11                                                                              | 12                                                                              | 15                                                                              | 45                                                                              | 51                                                                              | 68                                                                              | 12e                                                                             | –                                                                               | 1e ronde                                                                        | – |
| 2021/22                                                                         | Eerste divisie                                                                  | 38                                                                              | 8                                                                               | 7                                                                               | 23                                                                              | 28*                                                                             | 39                                                                              | 72                                                                              | 20e                                                                             | –                                                                               | 1e ronde                                                                        | – |
| 2022/23                                                                         | Eerste divisie                                                                  | 38                                                                              | 11                                                                              | 10                                                                              | 17                                                                              | 43                                                                              | 39                                                                              | 57                                                                              | 16e                                                                             | –                                                                               | 1e ronde                                                                        | – |
| 2023/24                                                                         | Eerste divisie                                                                  | 38                                                                              | 14                                                                              | 9                                                                               | 15                                                                              | 51                                                                              | 52                                                                              | 55                                                                              | 11e                                                                             | –                                                                               | 1e ronde                                                                        | – |
| 2024/25                                                                         | Eerste divisie                                                                  | 38                                                                              | 12                                                                              | 10                                                                              | 16                                                                              | 46                                                                              | 53                                                                              | 61                                                                              | 13e                                                                             | –                                                                               | 1e ronde                                                                        | – |

### Gemiddeld toeschouwersaantal 2000–2025
| 2.024 |

| 2.309 |

| 1.719 |

| 2.558 |

| 3.436 |

| 2.836 |

| 2.934 |

| 2.876 |

| 3.257 |

| 3.200 |

| 3.006 |

| 3.021 |

| 2.806 |

| 3.021 |

| 2.522 |

| 2.066 |

| 2.144 |

| 1.858 |

| 1.648 |

| 1.554 |

| 1.619 |

| 1.125 |

| 2.097 |

| 1.886 |

| 2.153 |

| 2.855 |

### Bekende (oud-)spelers
- Berry van Aerle
- Robert Cox
- Theo Custers
- Dirk Jan Derksen
- Gerrie Dijkstra
- Rein van Duijnhoven
- Juul Ellerman
- Gerrie de Goede
- Roy Hendriksen
- Marc van Hintum
- Marcel de Jong
- Peter Kemper
- René van de Kerkhof
- Hans Kraay jr.
- Evgeniy Levchenko
- Jop van der Linden
- Harry Lubse
- Didier Martel
- Hans Meeuwsen
- Co Prins
- Erik Quekel
- Jan Renders
- Wim Rijsbergen
- Wouter van der Steen
- Ovidiu Stîngă
- Jurgen Streppel
- Jerry Taihuttu
- Jack Tuijp
- Otto Versfeld
- Hans Vincent
- Joost Volmer
- Reinold Wiedemeijer
- Fons van Wissen
- John de Wolf

#### Topscorers
- 1967/68:  Lambert Kreekels (17)
- 1968/69:  Lambert Kreekels (13)
- 1969/70:  Lambert Kreekels (11)
- 1970/71:  Gerrie van Berlo (6)
- 1971/72:  Christ van Lint (8)
000000 :  Jos Manders (8)
- 1972/73:  Gerard van de Kerkhof (13)
- 1973/74:  Lambert Kreekels (17)
- 1974/75:  Willy Coolen (7)
- 1975/76:  Louis Burhenne (13)
- 1976/77:  Gerrie van Berlo (11)
- 1977/78:  Henny van de Ven (11)
- 1978/79:  Louis Burhenne (9)
- 1979/80:  Johan van der Hooft (11)
- 1980/81:  Erwin Cramer (9)
- 1981/82:  Robert Cox (13)
- 1982/83:  Gerrie Dijkstra (8)
000000 :  Harry Lubse (8)
- 1983/84:  Peter Corbijn (11)
000000 :  Harry Lubse (11)
- 1984/85:  Nico van Breemen (15)
- 1985/86:  René van Tilburg (15)
- 1986/87:  René van Tilburg (20)
- 1987/88:  René van Tilburg (12)
- 1988/89:  Rob Schlüter (6)
- 1989/90:  Patrick Kraus (9)
- 1990/91:  Frank Weijers (16)
- 1991/92:  Frank Weijers (18)
- 1992/93:  Jerry Taihuttu (16)
- 1993/94:  Jerry Taihuttu (7)
- 1994/95:  Ger Schuman (11)
000000 :  Jerry Taihuttu (11)
- 1995/96:  Ger Schuman (12)
- 1996/97:  Olaf van Schijndel (8)
- 1997/98:  Peter Hofstede (12)
- 1998/99:  Peter Hofstede (18)
- 1999/00:  Jurgen Streppel (8)
- 2000/01:  Raoul Henar (19)
- 2001/02:  Raoul Henar (11)
- 2002/03:  Roy Hendriksen (14)
000000 :  Leon Kantelberg (14)
- 2003/04:  Sergio van Dijk (9)
000000 :  Roy Hendriksen (9)
- 2004/05:  Ivan Tsvetkov (19)
- 2005/06:  Sandro Calabro (14)
- 2006/07:  Sandro Calabro (10)
- 2007/08:  Jordan Remacle (9)
- 2008/09:  Marc Höcher (13)
- 2009/10:  Johan Voskamp (22)
- 2010/11:  Bruno Andrade (14)
000000 :  Marc Höcher (14)
- 2011/12:  Erik Quekel (18)
- 2012/13:  Emrullah Güvenç (18)
- 2013/14:  Davy Brouwers (14)
- 2014/15:  Stanley Elbers (13)
- 2015/16:  Gyrano Kerk (7)
- 2016/17:  Jordy Thomassen (13)
- 2017/18:  Jordy Thomassen (12)
- 2018/19:  Arne Naudts (6)
- 2019/20:  Diego Snepvangers (6)
000000 :  Tibeau Swinnen (6)
- 2020/21:  Lance Duijvestijn (11)
- 2021/22:  Jellert Van Landschoot (13)
- 2022/23:  Martijn Kaars (14)
- 2023/24:  Martijn Kaars (21)
- 2024/25:  Anthony van den Hurk (15)

### Trainers
- 1967–1968:  Frans Debruijn
- 1968–1972:  Jacques de Wit
- 1972–1974:  René van Eck
- 0000–1974:  Co Prins (a.i.)
- 1974–1975:  Evert Mur
- 1975–1977:  Ron Dellow
- 1977–1978:  Harrie van Tuel
- 1978–1979:  Jacques de Wit
- 1979–1983:  Jan Notermans
- 1983–1986:  Jan Brouwer
- 1986–1987:  Jo Jansen
- 1987–1988:  Theo Laseroms
- 1988–1989:  Dick Buitelaar
- 1989–1992:  Frans Körver
- 1992–1993:  Henk Rayer
- 0000–1993:  Louis Coolen (a.i.)
- 1993–1995:  Adrie Koster
- 1995–1996:  Jan Pruijn
- 0000–1996:  Willem Leushuis (a.i.)
- 1996–2001:  Louis Coolen
- 2001–2002:  Mario Verlijsdonk
- 2002–2004:  Jan van Dijk
- 2004–2006:  Ruud Brood
- 2006–2007:  Gerald Vanenburg
- 0000–2007:  Mario Verlijsdonk (a.i.)
- 2007–2008:  Jan Poortvliet
- 2008–2011:  Jurgen Streppel
- 2011–2012:  Hans de Koning
- 2012–2013:  Eric Meijers
- 0000–2013:  Mario Verlijsdonk (a.i.)
- 2013–2016:  Jan van Dijk
- 0000–2016:  Remond Strijbosch (a.i.)
- 2016–2018:  Roy Hendriksen
- 2018–2019:  Rob Alflen
- 2019–2022:  Wil Boessen
- 2022–0000:  Sven Swinnen
- 000002022:  Tim Bakens (a.i.)
- 2023–2024:  Bob Peeters
- 0000–2024:  Adrie Bogers (a.i.)
- 2024–2025:  Kevin Hofland
- 0000–2025:  Robert Maaskant (a.i.)
- 2025–0000:  Jurgen Seegers